# Собственный Его Императорского Величества сводный пехотный полк
Собственный Его Императорского Величества Сводный пехотный полк — гвардейская пехотная часть Русской Императорской армии, созданная для «ближайшей охраны Священной Особы Государя Императора».
Старшинство: 23 марта 1881 года.
Полковой праздник: 23 марта, день Преподобного Никона.

## История
- 23 марта 1881 года — для несения службы при императоре сформирована Сводно-гвардейская рота почетного конвоя, для чего отчислены чины из всех полков 1-й и 2-й гвардейских пехотных дивизий, гвардейских стрелковых батальонов, кадрового батальона Лейб-гвардии Резервного пехотного полка, Лейб-гвардии Сапёрного батальона и Гвардейского экипажа.
- 7 октября 1883 года — Высочайшее повеление пополнять роту чинами 3-й Гвардейской пехотной дивизии.
- 17 ноября 1883 года — рота развернута в четырёхротный Сводно-гвардейский батальон за счет пополнения чинами из армейских частей, где шефом состоял император.
- 17 августа 1907 года — батальон переформирован в Собственный Его Императорского Величества Сводный пехотный полк в составе двух четырёхротных батальонов за счет комплектования чинами от всех строевых пехотных частей армии, гвардии, Лейб-гвардии Саперного батальона и Гвардейского экипажа.
- 4 марта 1917 года — переименован в Сводный пехотный полк.
- 2 мая 1917 года — полк расформирован (приказ Верховного главнокомандующего № 225 от 2 мая 1917 года).

## Состав полка
В феврале 1906 года:
- 1-я рота
- 2-я рота
- 3-я рота
- Охранный взвод

## Командиры
- 23.11.1888 — 10.03.1900 — флигель-адъютант полковник Озеров, Сергей Сергеевич
- 13.03.1900 — 07.08.1904 — полковник Порецкий, Александр Николаевич
- 07.08.1904 — 13.08.1914 — полковник (с 1906 флигель-адъютант, с 03.09.1907 Свиты Его Величества генерал-майор) Комаров, Владимир Александрович (генерал)
- 14.08.1914 — 28.05.1917 — Свиты Его Величества генерал-майор Ресин, Алексей Алексеевич
- 01.09.1917 — 10.09.1917 — полковник Лазарев, Михаил Алексеевич
- 10.09.1917 — 13.04.1918 — капитан Кулюкин Борис Васильевич